# Ибрахим, Салифу
Салифу Ибрахим (англ. Salifu Ibrahim; род. 6 июня 2000, Abofour, Ашанти) — ганский футболист, полузащитник.

## Карьера
Во взрослом футболе дебютировал в 2018 году в клубе «Илевен Уандерс». 29 декабря 2019 года он впервые вышел на поле на 69-й минуте матча против «Асанте Котоко». Он забил свой первый гол в чемпионате Ганы 9 февраля 2020 года, благодаря голевой передаче Абдула Мугиса Закарии. Несмотря на большой успех в команде, 27 февраля 2021 года Ибрахим подписал трёхлетний контракт с клубом «Хартс оф Оук».
13 мая 2021 года Ибрахим забил свой первый гол за «Хартс оф Оук» в матче против «Бечем Юнайтед». В конце мая 2021 года он был признан лучшим игроком месяца в чемпионате страны, обойдя Сэма Адамса и Исмаила Абдул-Ганию. В конце своего второго сезона в клубе он был признан лучшим игроком сезона в чемпионате Ганы после того, как забил 3 гола и отдал 8 голевых передач. Спустя некоторое время он был признан игроком года в Гане.

## Достижения
«Хартс оф Оук»
- Чемпион Ганы: 2020/21[9]
- Обладатель Кубка Ганы: 2021[10]